# Cryptostylis gracilis
Cryptostylis gracilis é uma espécie pertencente à família das orquídeas (Orchidaceae), que existem em Borneu, Java e Sumatra. São plantas terrestres glabras perenes; sem tubérculos, com longas raízes glabras carnosas; inflorescência racemosa, com flores que medem mais de quinze milímetros e não ressupinam, de cores pouco vistosas, com sépalas e pétalas reduzidas, parecidas mas ligeiramente diferentes, as pétalas menores; e labelo fixo e imóvel, muito maior que os outros segmentos; coluna curta e apoda com quatro polínias.

## Publicação e sinônimos
- Cryptostylis gracilis Schltr., Repert. Spec. Nov. Regni Veg. 16: 103 (1919).